# Ingeleben
Ingeleben – dzielnica gminy Söllingen w Niemczech, w kraju związkowym Dolna Saksonia, w powiecie Helmstedt. Do 31 października 2016 samodzielna gmina, wchodzą w skład gminy zbiorowej Heeseberg.

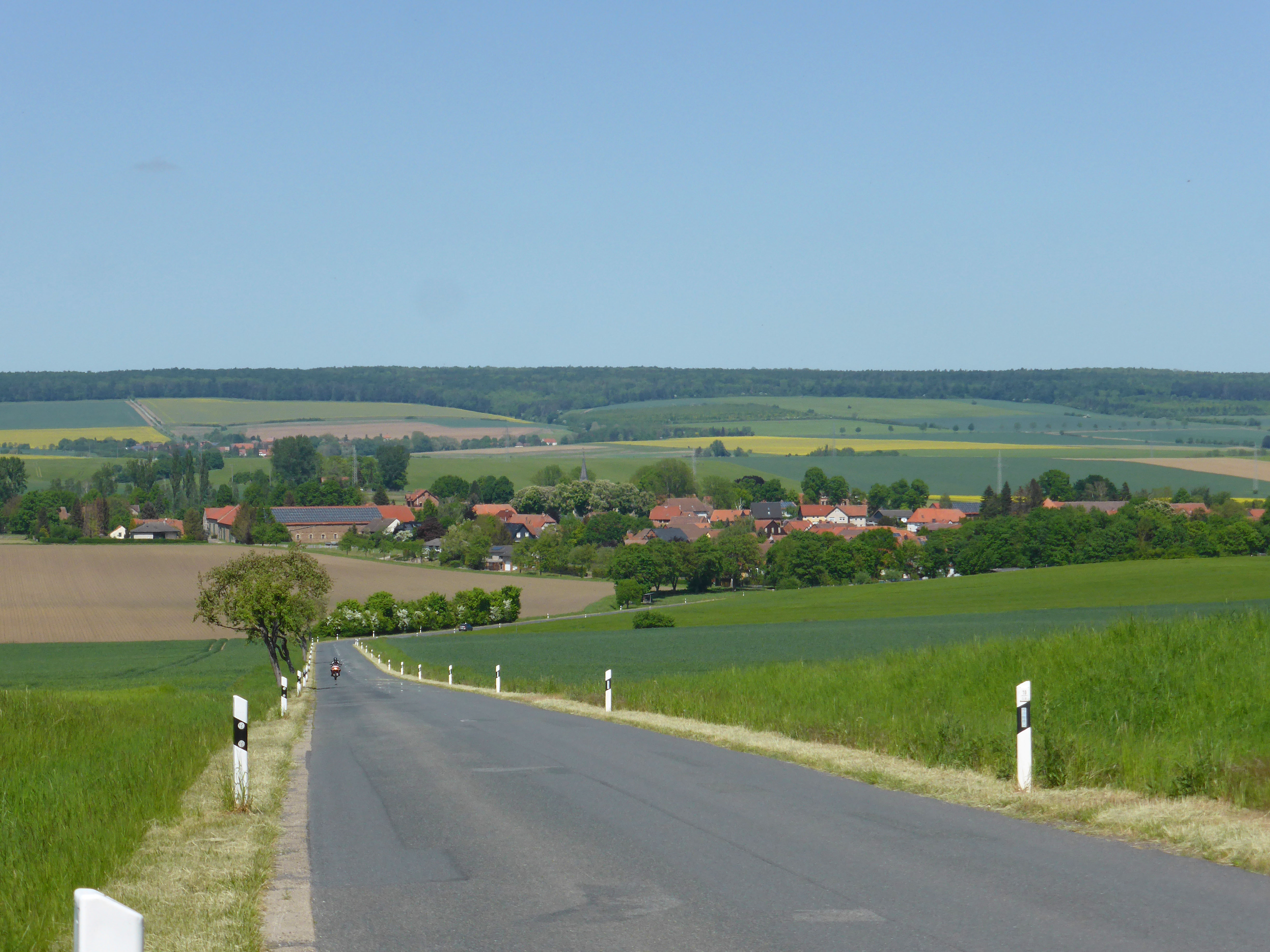
Okolice Ingeleben